# Tavazzano con Villavesco
Tavazzano con Villavesco is een gemeente in de Italiaanse provincie Lodi (regio Lombardije) en telt 5341 inwoners (31-12-2004). De oppervlakte bedraagt 16,2 km², de bevolkingsdichtheid is 309 inwoners per km².

## Demografie
Tavazzano con Villavesco telt ongeveer 2115 huishoudens. Het aantal inwoners steeg in de periode 1991-2001 met 13,4% volgens cijfers uit de tienjaarlijkse volkstellingen van ISTAT.
| Jaar | Inwoneraantal |
| ---- | ------------- |
| 1991 | 4428          |
| 2001 | 5020          |

## Geografie
De gemeente ligt op ongeveer 82 m boven zeeniveau.
Tavazzano con Villavesco grenst aan de volgende gemeenten: Mulazzano, Casalmaiocco, Lodi, Montanaso Lombardo, Sordio, San Zenone al Lambro (MI), Lodi Vecchio.
Abbadia Cerreto · Bertonico · Boffalora d'Adda · Borghetto Lodigiano · Borgo San Giovanni · Brembio · Camairago · Casaletto Lodigiano · Casalmaiocco · Casalpusterlengo · Caselle Landi · Caselle Lurani · Castelnuovo Bocca d'Adda · Castiglione d'Adda · Castiraga Vidardo · Cavacurta · Cavenago d'Adda · Cervignano d'Adda · Codogno · Comazzo · Cornegliano Laudense · Corno Giovine · Cornovecchio · Corte Palasio · Crespiatica · Fombio · Galgagnano · Graffignana · Guardamiglio · Livraga · Lodi · Lodi Vecchio · Maccastorna · Mairago · Maleo · Marudo · Massalengo · Meleti · Merlino · Montanaso Lombardo · Mulazzano · Orio Litta · Ospedaletto Lodigiano · Ossago Lodigiano · Pieve Fissiraga · Salerano sul Lambro · San Fiorano · San Martino in Strada · San Rocco al Porto · Sant'Angelo Lodigiano · Santo Stefano Lodigiano · Secugnago · Senna Lodigiana · Somaglia · Sordio · Tavazzano con Villavesco · Terranova dei Passerini · Turano Lodigiano · Valera Fratta · Villanova del Sillaro · Zelo Buon Persico
1. ↑  https://demo.istat.it/?l=it.